# 열상방언
열상방언(洌上方言)은 조선 영조~정조 때의 학자 이덕무(李德懋)가 속담을 수집하여 한역한 글이다.

## 개요
이덕무의 저서인 청장관전서(靑莊館全書)의 제 62권에 수록되어 있는 부분으로 자체적으로 독립된 책은 아니다. 조선의 속담을 정리하였으나 일률적으로 6자로 압축하였고 거기에 운(韻)자까지 맞추느라 어색한 부분이 존재한다. 그러나 속담뿐 아니라 각 지방의 세시풍속, 방언등이 실려있어 자료집으로서의 가치는 높다고 할 수 있다.  